# Lepisiota chapmani
Lepisiota chapmani är en myrart som först beskrevs av Wheeler 1935.  Lepisiota chapmani ingår i släktet Lepisiota och familjen myror. Inga underarter finns listade i Catalogue of Life.